# Morbid Visions
Morbid Visions – debiutancki album długogrający brazylijskiego zespołu Sepultura, utrzymany w stylistyce deathmetalowej, wydany przez lokalną wytwórnię Cogumelo Records z Belo Horizonte 10 listopada 1986.

## Lista utworów
Opracowano na podstawie materiału źródłowego.
| Nr | Tytuł utworu           | Długość |
| -- | ---------------------- | ------- |
| 1. | „Morbid Visions”       | 3:23    |
| 2. | „Mayhem”               | 3:15    |
| 3. | „Troops of Doom”       | 3:21    |
| 4. | „War”                  | 5:32    |
| 5. | „Crucifixion”          | 5:02    |
| 6. | „Show Me the Wrath”    | 3:52    |
| 7. | „Funeral Rites”        | 4:23    |
| 8. | „Empire of the Damned” | 4:24    |
|    |                        | 33:12   |

## Twórcy
Opracowano na podstawie materiału źródłowego.
| Zespół Sepultura w składzie - Max Cavalera - śpiew, gitara rytmiczna - Jairo Guedes - gitara prowadząca - Paulo Jr. - gitara basowa - Igor Cavalera - perkusja |  | Inni - Alex, Ibsen - oprawa graficzna - Eduardo Santos, Zé Luiz - inżynieria dźwięku, mastering - Borges, Patty "Pat" Pereira, Vanda Guimarães - zdjęcia |

## Opis
Jako pierwszy utwór powstał „Troops of Doom”, stworzony przez Jairo Guedesa. Materiał na płytę został zarejestrowany w ciągu siedmiu dni w sierpniu 1985 w Estúdio Vice-Versa w São Paulo. Muzyka na płycie ma charakterystyczne brzmienie, co według wspomnień Maxa Cavalery było spowodowane nieświadomym wciśnięciem przez niego i Igora jednej z funkcji na konsolecie. Pod względem stylistyki płyta zawierała więcej wpływu thrash metalu.
Pierwotne wydanie płyty zawierało fragmenty kantaty pt. Carmina Burana autorstwa Carla Orffa, które zostały usunięte na późniejszych edycjach z uwagi na konflikt praw autorskich. Przy okazji wydania płyty zostało zmodyfikowane logo grupy, prezentujące się bardziej okazale. Generalnie w tekstach na płycie były zawarte treści o charakterze satanistycznym. Po wydaniu płyty z zespołu odszedł gitarzysta prowadzący Jairo Guedes.
Wydanie albumu z 1986 ukazało się wyłącznie na płycie winylowej. W 1987 ukazało się wydanie w formacie CD nakładem New Reneissance Records. Album został powtórnie wydany przez Roadracer Records w 1990 – na jednym krążku z minialbumem Bestial Devastation. W 1991 połączone wydawnictwo ukazało się w sprzedaży w wersji na płycie winylowej, wydanej nakładem Roadracer Records. W 1997 wytwórnia Roadrunner Records wydała zremasterowaną wersję wydawnictwa, do którego dołączona została wersja demo utworu „Necromancer” oraz utwór „Anticop” w wersji koncertowej.